# Porto Vera Cruz
Porto Vera Cruz é um município brasileiro do estado do Rio Grande do Sul, localizado na mesorregião Noroeste Rio-grandense e na microrregião de Santa Rosa, a uma latitude de 27º44'09'' sul e a uma longitude de 54º54'03'' oeste, estando a uma altitude de 168 metros. Sua população estimada em 2018 era de 1 415 habitantes para uma área de 114,420 km². O município está localizado às margens do Rio Uruguai, que constitui a fronteira entre o Brasil e a cidade argentina de Panambí. Seu principal acesso é pela estrada RS-575.
Com uma taxa de urbanização da ordem de 24%, o município contava, em 2009, com apenas um estabelecimento de saúde, vinculado ao Sistema Único de Saúde. Em 2010, seu Índice de Desenvolvimento Humano era de 0,690, considerado médio pelo Programa das Nações Unidas para o Desenvolvimento (PNUD), cujas componentes eram de 0,661 para a renda, 0,827 para a longevidade, e 0,600 para a educação.
Foi palco da Batalha de M'Bororé, confronto entre índios e bandeirantes paulistas, uma importante batalha fluvial na história do Brasil e da Argentina, pois evitou que a região compreendida entre os Rios Uruguai e Paraná, que atualmente pertence à Argentina, se tornasse território brasileiro.

## História

### Povoamento
Segundo evidências arqueológicas de destroços e outros objetos indígenas encontrados, em 1906, em localidades como Linha Roncador, Linha Borboleta e Lajeado Bugre, os primeiros habitantes da região foram índios guaranis que viviam às margens do Rio Uruguai.
A colonização da região que viria a compor o atual município por descendentes europeus começou por volta de 1910, sendo relatado que os primeiros habitantes vieram através do Rio Uruguai, em função de atividades comerciais. Os novos moradores do território desmataram partes da região para construir ranchos. Entre a década de 1920 e de 1940, houve o maior afluxo de colonos na região, cujas etnias eram, majoritariamente, alemã, italiana, polonesa e russa. Além disso, pessoas vindas da Argentina também se fixaram nesta zona fronteiriça entre os dois países.
Em 1943, com a expansão do comércio no atual território do município, habitantes oriundos dos municípios de Cerro Largo, Santo Cristo e, posteriormente, Santa Rosa chegaram ao município. Dentre tais habitantes, destacaram-se a chegada das famílias Andrade, Fandalin, Mieth, Marotis, Hilleshein, Schmitt, Adams, Dhein, Petrazzini, Barbosa, Pedroso, Seimetz e Rigo. O primeiro comerciante da região foi Pedro Andrade, membro da família de mesmo nome. Com a chegada do padre à região, fundou-se, em 1944, a sociedade religiosa denominada Capela Santa Cruz. A sede de tal sociedade era próxima à escola da comunidade, cujo primeiro professor foi Bandeira Marotis, por volta de 1947. Nessa época, houve a mudança, por parte dos moradores, do nome da localidade, que mudou de Lajeado Cafundó para Vera Cruz, sendo posteriormente alterada para Porto Vera Cruz, nome atual do município.

### Formação administrativa
Em 1990, iniciou-se o movimento pela emancipação política e administrativa da região. Através da Lei nº 9588, de 20 de março de 1992, houve a criação do novo município, cuja instalação ocorreu em 1º de janeiro de 1993. Com isso, a área que compõe o município foi desmembrada de outros três municípios: Porto Lucena, Alecrim e Santo Cristo.

## Geografia
Localiza-se a uma a uma latitude de 27º44'09'' sul e a uma longitude de 54º54'03'' oeste, estando a uma altitude de 168 metros. Possui uma área de 114,420 km² e sua população estimada em 2018 de 1 415 habitantes.
É um município banhado pelas águas do rio Uruguai fazendo fronteira fluvial com a Argentina.

## Política

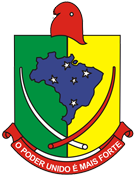
Brasão do Poder Legislativo Municipal.

Em Porto Vera Cruz, o Poder Executivo é exercido pelo prefeito e pelo gabinete de secretários, conforme prescrito pela Constituição Federal.
O Poder Legislativo é constituído à câmara municipal, composta por 9 vereadores eleitos para mandatos de quatro anos (em observância ao disposto no artigo 29 da Constituição, que disciplina um número máximo de nove para municípios com até 15 000 habitantes). Cabe à casa elaborar e votar leis fundamentais à administração e ao Executivo, destacando-se a Lei de Diretrizes Orçamentárias do município.

## Economia
Sua economia é marcada pela agricultura familiar e pesca no rio Uruguai, que exerce grande importância para o município devido à presença do porto fluvial da cidade.
Em 2016, o Produto Interno Bruto de Porto Vera Cruz era de 30 928 770 reais. No mesmo ano, a maior parcela do PIB era devida aos serviços públicos de administração, defesa, seguridade social, educação e saúde, com um valor bruto adicionado de 12,1 milhões de reais. Em seguida, com o valor próximo de 11,9 milhões, estava o setor da agropecuária. O setor de serviços da esfera privada ficou em terceiro lugar, agregando cerca de 5,24 milhões de reais. A menor parcela do PIB deveu-se à indústria, que gerou apenas 905 mil reais para o município. Abaixo está a série histórica do PIB do município, de 1999 a 2016:
Evolução do PIB de Porto Vera Cruz
(em milhões de reais)

### Setor primário
|                                      |  |                                     |
| Residência rural em Porto Vera Cruz. |  | Vaca em cenário rural do município. |

A área total de estabelecimentos agropecuários, em 2017, era de 9 516,06 hectares, dividos entre 494 estabelecimentos rurais. Os principais produtos cultivados em lavoura permanente são banana, laranja, tangerina, uva, manga e limão. Em lavouras temporárias, também são cultivados moranga, alho, amendoim, aveia, batata-inglesa, cana-de-açúcar, feijão, fumo, mandioca, melancia, melão, milho e soja. Em maquinário, havia 75 tratores, 27 semeadeiras e 7 colheitadeiras, além de 13 máquinas do tipo adubadeira e/ou do tipo de distribuidora de calcário. Quanto à pecuária, os principais rebanhos à época eram de suínos, bovinos e galináceos, com 7257, 10885 e 17579 cabeças, respectivamente.

## Infraestrutura

### Educação

#### Educação básica
A Constituição Federal de 1988 e a Lei de Diretrizes e Bases da Educação Nacional (LDB) determinam que os municípios devem gerir e organizar seu respectivo sistema de ensino. A constituição reserva também 25% da receita dos municípios, resultante de impostos e transferências, para a educação. Entre as ações do poder público na educação, existem vários projetos dedicados a sanar deficiências em pontos particulares. Em 2017, o município contava com uma escola municipal de ensino pré-escolar, com 1 docente e 19 matrículas; três escolas de ensino fundamental, sendo uma municipal com 52 matrículas, e duas estaduais com 102 matrículas; e uma escola estadual de ensino médio, com 9 docentes e 41 matrículas.
| Ensino pré-escolar | 19  | 1          | 1 |
| Ensino fundamental | 154 | [ nota 1 ] | 3 |
| Ensino médio       | 41  | 9          | 1 |

Em 2007, quando foi feita a primeira medição do Índice de Desenvolvimento da Educação Básica (IDEB) em Porto Vera Cruz, o indicador possuía os valores de 4,6 para os anos iniciais do ensino fundamental e 3,8 para os anos finais do ensino fundamental. Para os anos finais do ensino fundamental, o índice foi de 4,6 em 2009, de 3,8 em 2011, e de 4,9 em 2017, dez anos depois da primeira medição. O IDEB para os anos finais ficou acima da meta estabelecida para o município somente em 2009. A única escola de ensino médio do município, a Escola Estadual de Ensino Médio Tamandaré, teve seu IDEB como sendo 4,6 em 2017, sendo a meta estabelecida para 2019 de 5,1. O fator "educação" do IDH no município atingiu em 2010 a marca de 0,600 - patamar considerado médio, de acordo com os padrões do Programa das Nações Unidas para o Desenvolvimento (PNUD) - enquanto que a taxa de analfabetismo, indicada pelo último censo demográfico do IBGE, em 2010, foi de 9,20% para a população municipal com mais de 25 anos de idade.

#### Educação superior
Em Porto Vera Cruz, há procura de cursos do ensino superior como direito, ciências contábeis, pedagogia, recursos humanos, serviço social,
educação física, engenharia civil, licenciatura em matemática, técnico em enfermagem, administração, entre outros. Devido à falta de instituições que ofereçam tais cursos, estudantes têm que se deslocar pendularmente até a cidade de Santa Rosa, onde há campi de universidades como do Instituto Federal Farroupilha e da Universidade Regional do Noroeste do Estado do Rio Grande do Sul. A Secretaria Municipal de Educação e Cultura oferece ajuda com o transporte para os estudantes.

### Transportes
A principal via de acesso terrestre é a RS-575. Estando às margens do Rio Uruguai, o mesmo pode ser atravessado, conectando a cidade brasileira à cidade argentina de Panambí.
A frota municipal no ano de 2016 era de 820 veículos, sendo 429 automóveis, 16 caminhões, 4 caminhões trator, 94 caminhonetes, 23 camionetas, 4 micro-ônibus, 215 motocicletas, 4 motonetas, 10 ônibus, 4 utilitários e 17 outros tipos de veículos. O órgão responsável pela gestão do transporte rodoviário no estado do Rio Grande do Sul é o Departamento Autônomo de Estradas de Rodagem - DAER, uma autarquia estadual fundada em 1937. Entre suas competências estão o planejamento rodoviário, expedição de normas rodoviárias, construção, operação e conservação de rodovias, e o policiamento de trânsito rodoviário.

### Saúde
Até 2009, o município contava apenas com uma unidade ambulatorial do Sistema Único de Saúde (SUS), com especialidades médicas básicas e atendimento odontológico. O município conta com veículo de transporte de pacientes, adquirido pela prefeitura.

## Cultura

### Turismo

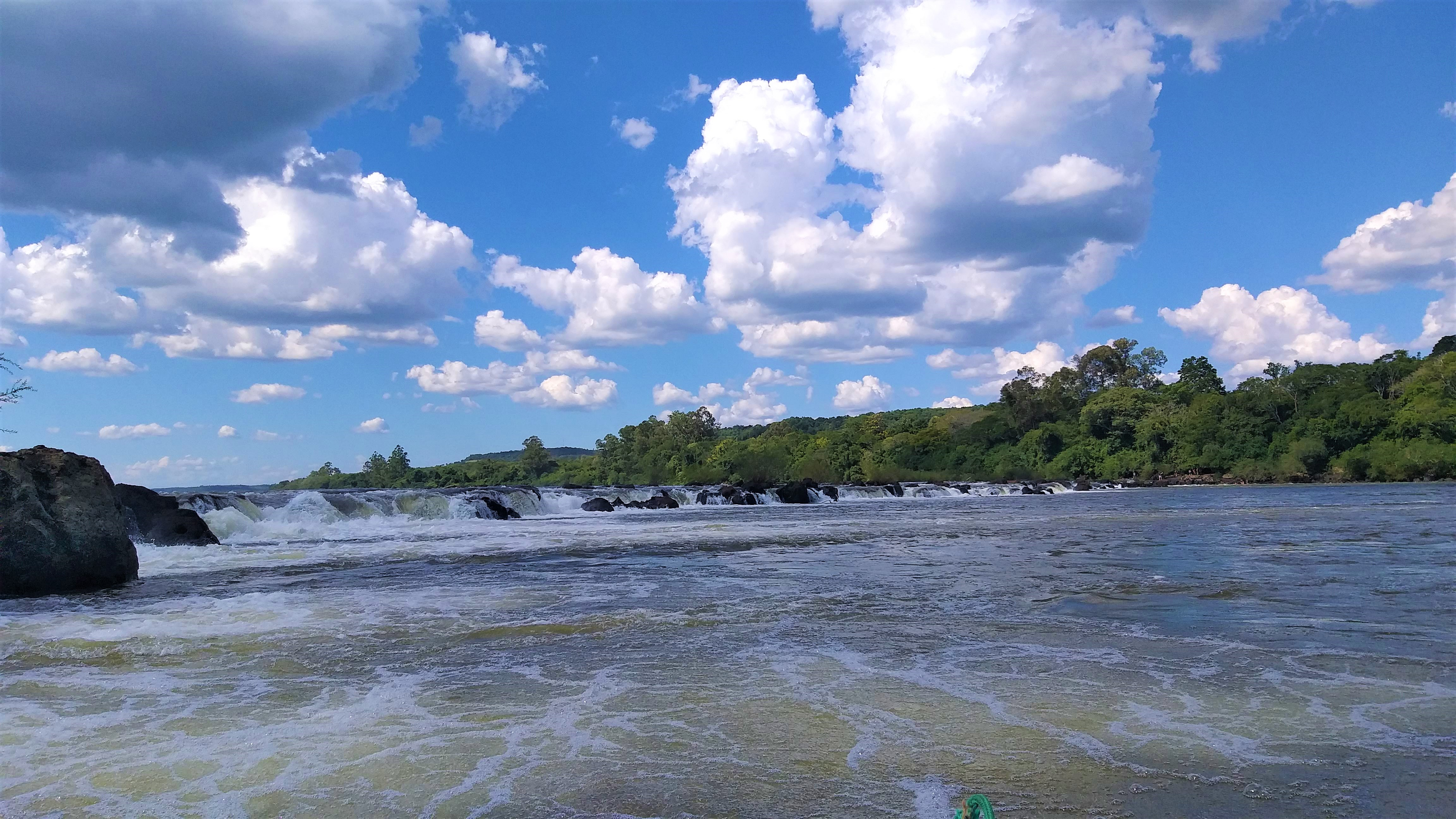
Salto do Roncador, localizado no interior do município.

Localizado na fronteira da região Noroeste Rio-Grandense com a cidade argentina de Panambí, o município brasileiro possui recursos a serem explorados pela atividade turística, destacando-se o ecoturismo, além das seguintes atrações:
- Salto do Roncador: queda d'água com cerca de três metros de altura presente no Rio Uruguai, estendendo-se por 1,8 km. Ponto conhecido pelo barulho produzido pela queda d'água;[25]
- Corredeira do Chico Alferez;
- Paredão de Pedras;
- Ilha dos Bugres.

Os principais eventos que ocorrem em Porto Vera Cruz são:
- Festa de Nossa Senhora dos Navegantes, com procissão e passeio de lancha, promovida pela Igreja Católica e apoiada pela Prefeitura Municipal;
- A Semana do Município, com as tradicionais Festa do Dourado e Feira Municipal, promovida pela prefeitura municipal, sendo que no ano de 2014 houve a 1ª Expo Port;
- O Jantar do Peixe, com preparo de vários pratos a base de peixe, promovido pela associação dos pescadores com apoio da Emater/Ascar e da Prefeitura;
- A Semana Farroupilha;
- Festa das Etnias, cujo propósito é resgatar as principais culturas que compõem etnicamente a população, como a italiana, alemã e polonesa.

### Feriados
Assim como outros municípios do Rio Grande do Sul, são celebrados os feriados nacionais 1º de janeiro (Confraternização Universal), 21 de abril (Tiradentes), 1º de maio (Dia do Trabalho), 7 de setembro (Independência do Brasil), 12 de outubro (Nossa Senhora Aparecida), 2 de novembro (Finados), 15 de novembro (Proclamação da República) e 25 de dezembro (Natal)[carece de fontes?] e o feriado estadual de 20 de setembro (Revolução Farroupilha).